# Woolworth Estate

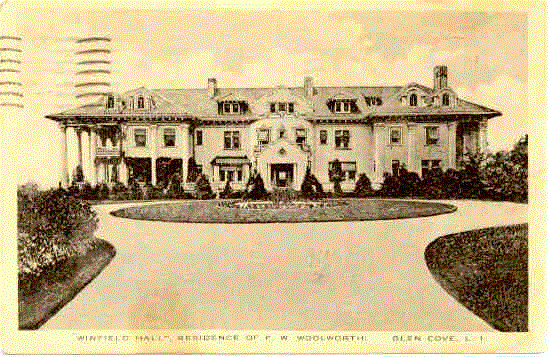
Woolworth Estate in Glen Cove, Long Island (1921)

Das Woolworth Estate ist ein historisches Anwesen in Glen Cove, Long Island im US-Bundesstaat New York.

## Beschaffenheit
Das 56-Zimmer-Haus ließ Winfield Woolworth, der Begründer der F. W. Woolworth Company, 1916 von dem Architekten Charles Gilbert als Landsitz erbauen. Es umfasst fünf Gebäude, darunter ein ehemaliges Herrenhaus („Winfield Hall“) und zählt heute zu den letzten und größten Privathäusern, die der sogenannten Gold Coast ihren Namen gaben. Das Haus befindet sich in Privatbesitz. Seit 1979 ist es im National Register of Historic Places gelistet.